# 東若林町
東若林町（ひがしわかばやしちょう）は静岡県浜松市中央区の町名。丁番を持たない単独町名である。住居表示未実施。

## 地理
浜松市中央区の南部、可美地区の東部に位置する。東で神田町、西で若林町、南で新橋町、北で菅原町・南伊場町・森田町と接する。

### 河川
- 堀留川
- 高塚川

### 学区
小学校・中学校の学区は以下の通りである。
- 浜松市立可美小学校
- 浜松市立可美中学校

## 歴史

### 町名の由来
1663年に若林領家といっていたのが若領家となり、その後1676年に若林の東にあることから東若林に改められた。

### 沿革
- 1991年（平成3年）5月1日 – 浜名郡可美村が浜松市に編入される。また、住所表記が大字東若林から東若林町になる。
- 2007年（平成19年）4月1日 - 浜松市が政令指定都市となる。東若林町は南区の一部となる。
- 2024年（令和6年）1月1日 - 浜松市の行政区再編により、東若林町は中央区の一部となる。

## 施設
- 中部印刷 本社
- MEGAドン・キホーテ浜松可美店
- セブン-イレブン浜松東若林店
- 東若林公園
- 東若林わんぱく公園
- 臨済宗方廣寺派  東光山 観照寺
- 八幡神社

## 交通

### バス
- 遠鉄バス12浜名線：（浜松駅 方面 - ）よろい橋 - 八丁畷（はっちょうなわて） - 東若林（ - 馬郡車庫 方面）

### 道路
- 国道257号（東海道）
- 静岡県道317号米津東若林線[書籍 2]

## その他

### 警察
警察の管轄区域は以下の通りである。
| 番・番地等 | 警察署         | 交番・駐在所   |
| ---------- | -------------- | -------------- |
| 全域       | 浜松中央警察署 | 可美公園前交番 |

### 消防
消防の管轄区域は以下の通りである。
| 番・番地等 | 消防署   | 本署/出張所 |
| ---------- | -------- | ----------- |
| 全域       | 南消防署 | 本署        |

### 書籍
1. ↑  『わが町文化誌 美しかる可き里』浜松市可美公民館、2005年3月15日、82頁。
2. ↑  『わが町文化誌 潮かおる浜の里』浜松市新津公民館活動推進委員会、1995年3月16日、129,130頁。

### WEB
1. ↑  “h02_22.csv”.   総務省 (2022年2月10日). 2024年8月8日閲覧。
2. ↑  “chuouku_menseki.xlsx”.   浜松市 (2024年3月12日). 2024年8月8日閲覧。
3. ↑  “静岡県 浜松市中央区 東若林町の郵便番号 - 日本郵便”.   日本郵便. 2025年2月15日閲覧。
4. ↑  “市外局番の一覧”.   総務省 (2022年3月1日). 2024年8月8日閲覧。
5. ↑  “事業所案内及び管轄地域（事務所3件、分室3件）”.   一般社団法人静岡県自動車会議所. 2024年8月8日閲覧。
6. ↑  “住居表示実施状況／浜松市”.   浜松市 (2024年1月4日). 2024年8月8日閲覧。
7. ↑  “学校名から探す／浜松市”.   浜松市 (2024年1月1日). 2024年8月8日閲覧。
8. ↑  “可美公園前交番｜静岡県警察”.   静岡県警察 (2024年4月1日). 2024年8月8日閲覧。
9. ↑  “消防署の町別管轄「ひ」／浜松市”.   浜松市 (2024年3月21日). 2024年8月8日閲覧。